# 苏州工业园区
苏州工业园区（英語：Suzhou Industrial Park），全称中国－新加坡苏州工业园区（英語：China-Singapore Suzhou Industrial Park），位于中华人民共和国江苏省苏州市姑苏区东侧，是中华人民共和国和新加坡两国政府间重要的国际合作项目。

## 地理
苏州工业园区位于苏州古城以东，东边昆山市相邻，西边姑苏区相邻，南边吴中区相邻，北边与阳澄湖相邻，面积278平方公里。

## 历史
1992年9月，时任新加坡内阁资政李光耀率团前往中国，表达借鉴新加坡经验、中国新加坡合作共同建立工业园区的意向。此后双方进行了多次协商和实地考察，最终确定选址苏州城区东部。1994年2月11日，中华人民共和国国务院下发《关于开发建设苏州工业园区有关问题的批复》（国函〔1994〕9号），同意江苏省苏州市同新加坡有关方面合作开发建设苏州工业园区。5月12日，苏州工业园区正式成立。
1999年6月28日，中国新加坡双方签署《关于苏州工业园区发展有关事宜的谅解备忘录》，确定从2001年1月1日起，中新苏州工业园区开发有限公司实施股比调整，中方财团股比由35%调整为65%，中方承担公司的大股东责任。
2019年8月26日，中华人民共和国国务院公布《国务院关于同意新设6个自由贸易试验区的批复》，明确同意设立中国（江苏）自由贸易试验区。江苏自贸区的苏州片区均位于苏州工业园区境内，涵盖高端制造与国际贸易区、独墅湖科教创新区、阳澄湖半岛旅游度假区、金鸡湖商务区的核心区域，辖区范围内一般均为商贸及产业用地，不包括住宅小区。

## 行政区划
苏州工业园区下辖5个街道，这五个街道最初于1994年4月29日从苏州市郊区娄葑乡和吴县跨塘镇、斜塘镇、唯亭镇、胜浦镇划归苏州工业园区管委会代管，目前行政名义上分别归属虎丘区和吴中区管辖。
其中行政名义上归属虎丘区管辖的街道有：斜塘街道、娄葑街道；
- 1999年2月25日，娄葑乡改娄葑镇。[9]
- 2002年2月23日，撤销斜塘镇，其区域并入娄葑镇。[10]7月，将苏州工业园区娄葑镇东环路以西3个居委会划归平江区，东环路以西2个居委会划归沧浪区。2003年，跨塘镇临湖村划归娄葑镇管辖。2004年9月30日，吴中区甪直镇车坊居委会和朝前村、横港村、李家村、大仓村、金园村、鄂田村、旺浜村、华云村、车渔村划归娄葑镇管辖。[3]
- 2012年12月26日，撤销娄葑镇，以星湾等36个居委会区域设立娄葑街道，以斜塘等38个居委会区域设立斜塘街道[3][10]。

行政名义上归属吴中区管辖的街道有：唯亭街道、胜浦街道、金鸡湖街道。。
- 2001年2月，设立园区管委会直属基层行政管理机构湖西社区工作委员会。[12]
  - 2005年7月，设立园区管委会直属基层行政管理机构湖东社区工作委员会。[13]
  - 2010年8月，设立园区管委会直属基层行政管理机构月亮湾社区工作委员会。[14]
  - 2013年3月，设立园区管委会直属基层行政管理机构东沙湖社区工作委员会。[15]
  - 2021年12月10日，经苏州市人民政府批复，调整原娄葑、斜塘、唯亭、胜浦4个街道区域范围，增设金鸡湖街道，撤销四个社区工作委员会[16]。
- 2005年，唯亭镇和跨塘镇合并，设立唯亭镇。[17]
- 2012年12月26日，撤销唯亭镇，设立唯亭街道；撤销胜浦镇，设立胜浦街道。[3][10]

## 交通

### 轨道交通

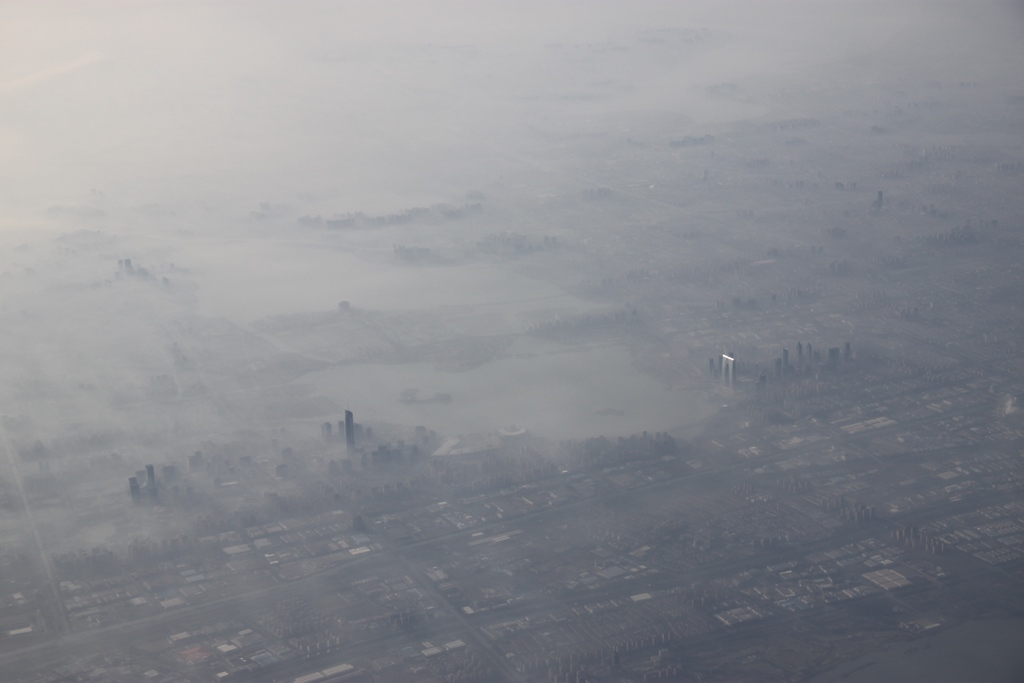
苏州工业园区俯瞰，可见金鸡湖和独墅湖

█ 1号线、█ 2号线、█ 3号线、█ 5号线、█ 6号线、█ 7号线、█ 8号线、█ 11号线

## 经济
2013年，苏州工业园区地区生产总值达到1910亿元，公共财政预算收入206.9亿元，新增实际利用外资19.6亿美元，进出口总额超800亿美元，全社会固定资产投资740亿元，社会消费品零售总额272亿元，园区城镇居民人均可支配收入4.9万元，农村居民人均纯收入3.1万元。
2018年，苏州工业园区共实现地区生产总值2570亿元，公共财政预算收入350亿元，进出口总额1035.7亿美元，社会消费品零售总额493.7亿元，城镇居民人均可支配收入超7.1万元。
2020年，苏州工业园区共实现地区生产总值2907.09亿元，进出口总额941.77亿美元，社会消费品零售总额934.81亿元，城镇居民人均可支配收入超7.7万元。

## 教育
截至2018年12月，苏州工业园区有幼儿园77所、小学14所、初中3所、九年制学校17所、纯高中3所，完全中学1所、中等职业学校1所、高等职业技术学院1所、特殊教育学校2所，中小学和幼儿园共有教职工13162人，在校学生144960人。幼儿园和小学教师本科以上学历分别达到84.39%和94.52%，初中和高中教师研究生及以上学历分别达到26.15%和44.99%。

## 影响
韩国和朝鲜计划在开城工业园区效仿苏州工业园区的模式。苏州工业园区也是中国-白俄罗斯工业园的原型。